# Vossloh

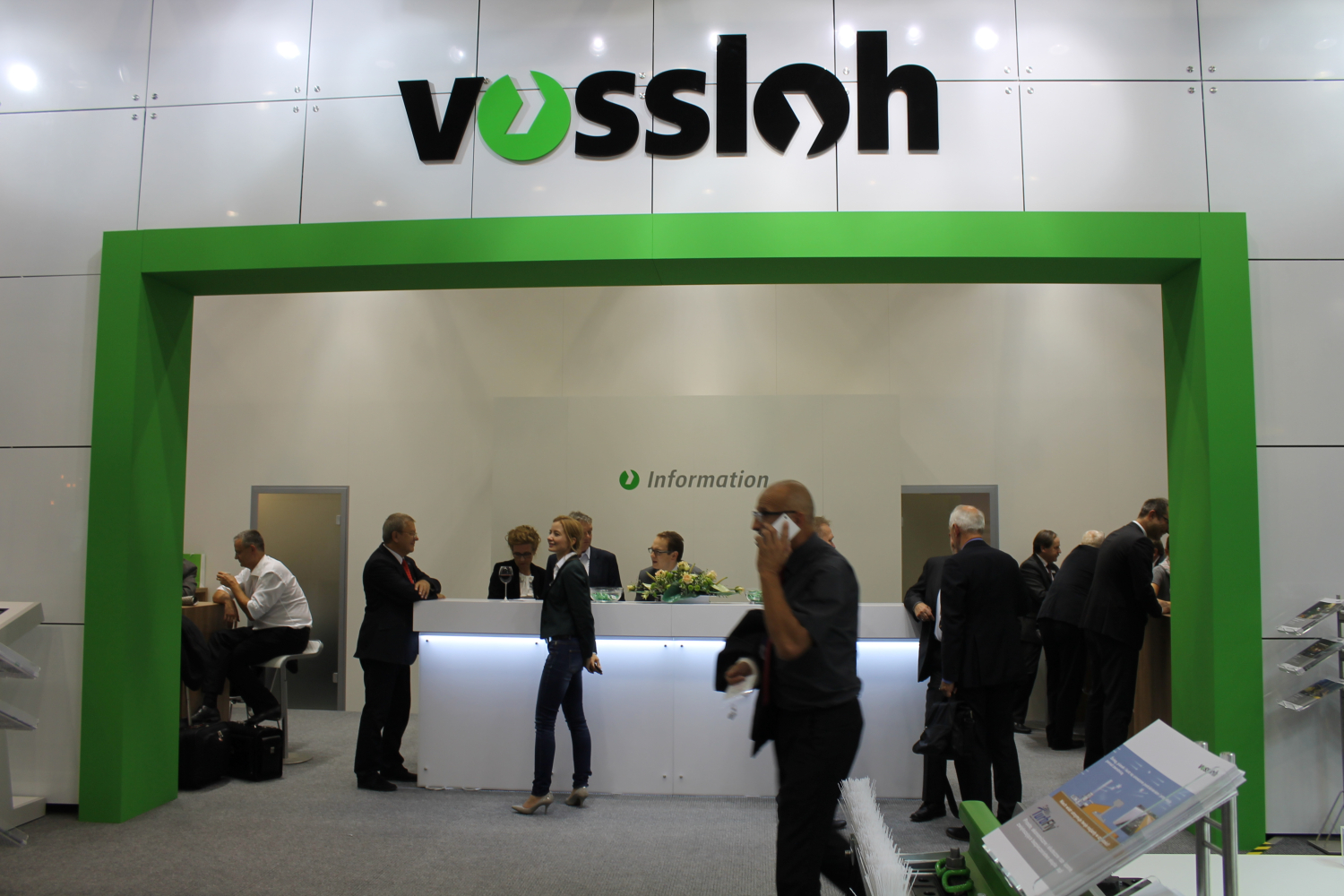
Stoisko przedsiębiorstwa na targach Trako 2015

Vossloh AG – przedsiębiorstwo sektora techniki transportowej (w szczególności kolejowej) z siedzibą w westfalskim mieście Werdohl. Początki przedsiębiorstwa sięgają roku 1888.
Głównym produktem koncernu są elementy mocowania szyn.
Szczególną ekspansję firmy Vossloh odnotowano w latach 90. XX wieku, kiedy to w 1995 roku przejął Maschinenfabrik Deutschland, zaś w 1998 Siemens Schienenfahrzeugtechnik (SFT) w Kilonii.